# Fotoplastikon Warszawski

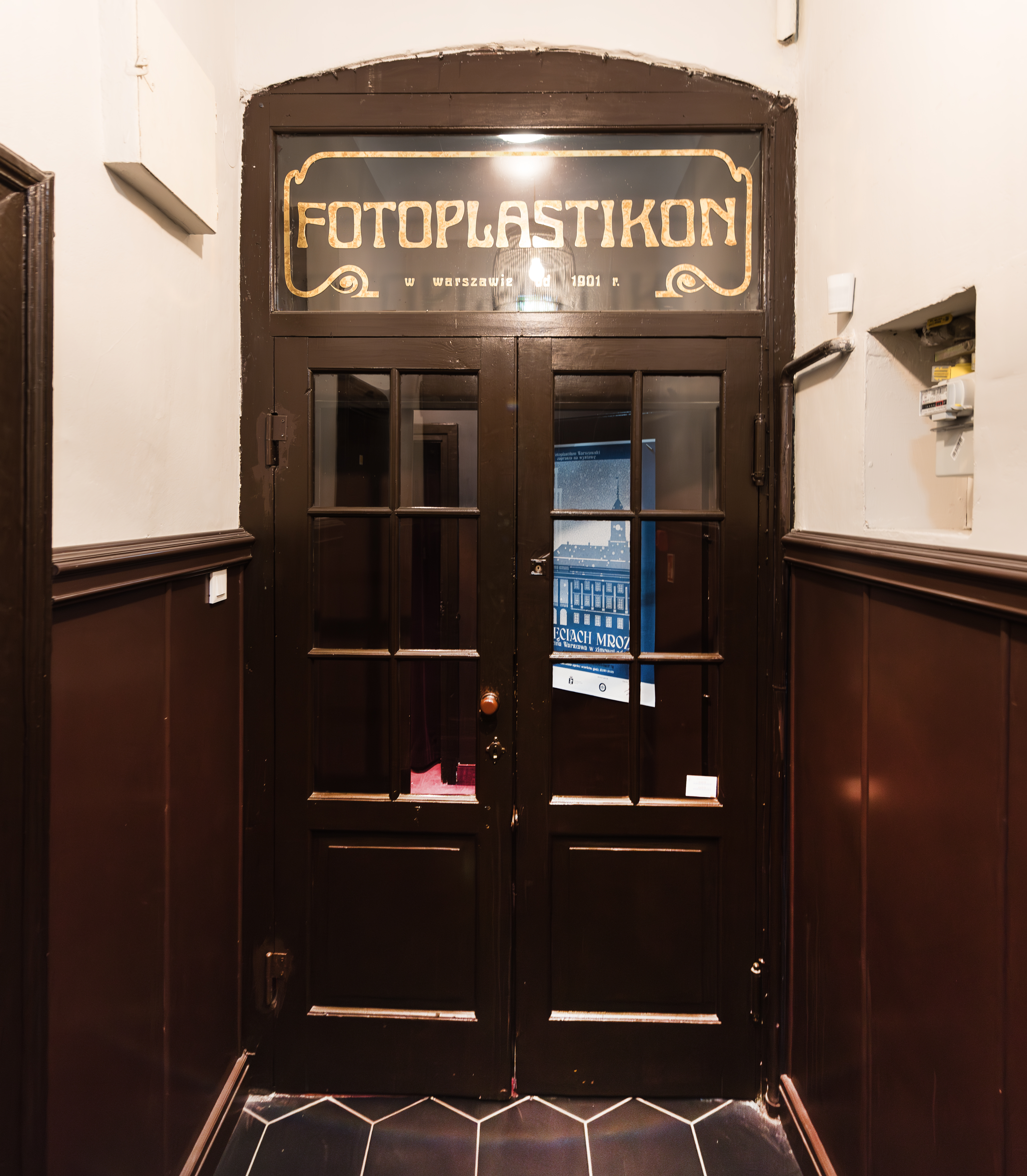
Wejście do Fotoplastikonu Warszawskiego z widocznym błędnym napisem Fotoplastikon w Warszawie od 1901 r. (2025)

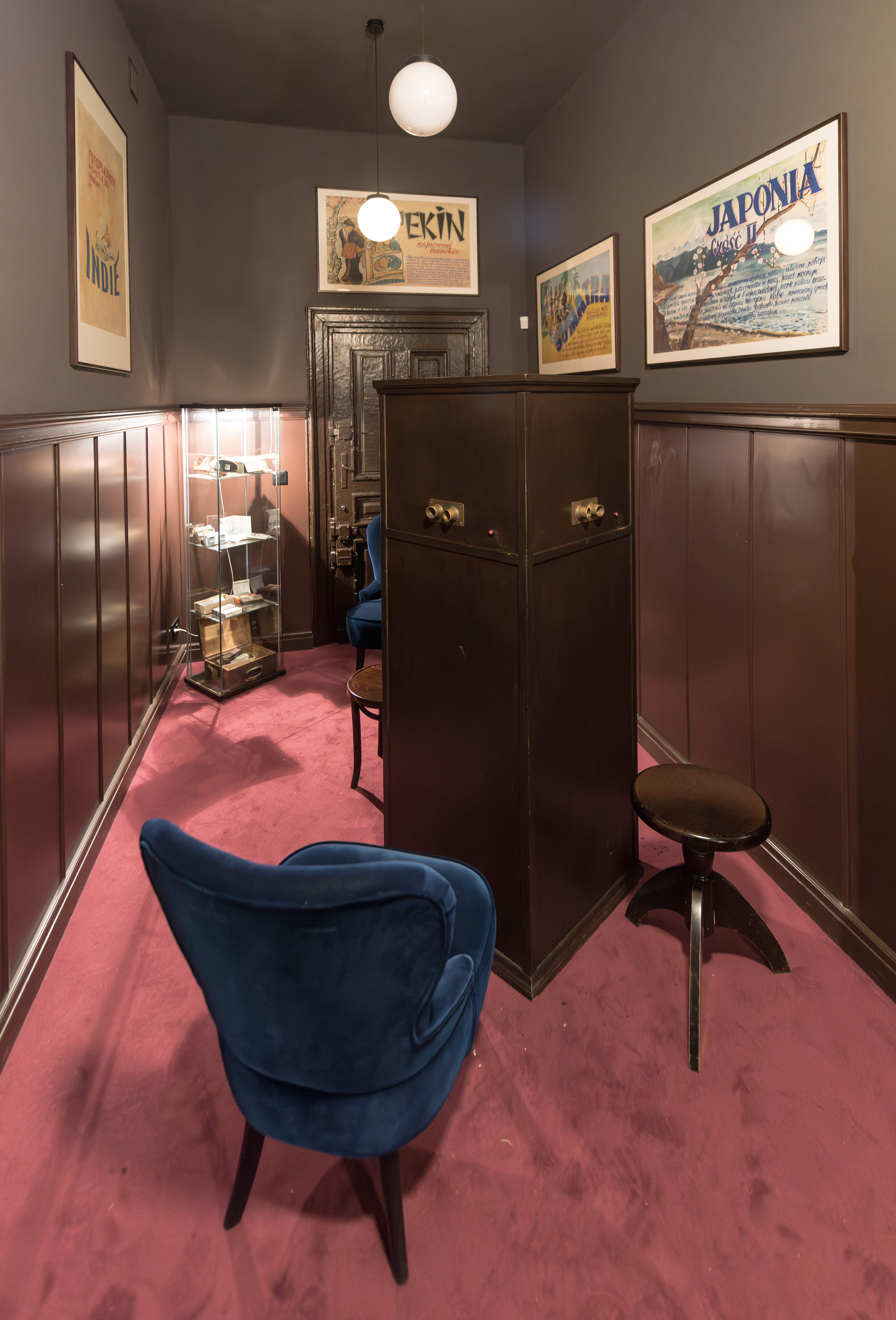
Przenośny fotoplastykon w drugim pomieszczeniu (2025)

Fotoplastikon Warszawski – oddział Muzeum Powstania Warszawskiego, znajdujący się w kamienicy Hoserów w Alejach Jerozolimskich 51 w Warszawie. Jego głównym eksponatem jest zabytkowy fotoplastykon.

## Historia
Dokładna data powstania urządzenia nie jest znana. W Warszawie w kamienicy Hoserów działa od października 1946 roku. Urządzenie miało wtedy ok. 50 lat i wcześniej było wykorzystywane we Lwowie i Krakowie. Fotoplastykon odkupił od Stefana Wicherskiego ze Lwowa (właściciela kilku takich urządzeń) Ludwik Krempa (mieszkający z rodziną w kamienicy Hoserów od 1937 roku, po przeprowadzce z Poznania). Fotoplastykon został przywieziony do stolicy z Krakowa, gdzie działał pod nazwą „Panorama”. Pierwotnie miał 25 miejsc do oglądania stereoskopowych zdjęć. Urządzenie było wyposażone w silnik niemieckiej spółki Schorch. Fotoplastikon został uruchomiony w miejscu, w którym do wybuchu powstania warszawskiego żona Ludwika Krempy prowadziła pracownię krawiecką.
W pierwszych latach działalności fotoplastykon cieszył się bardzo dużą popularnością. Po zmianie pokazywanych zdjęć, kolejka widzów ustawiała się w Alejach Jerozolimskich.
W 1962 roku Ludwika Krempa zmarł i fotoplastykonem zaczęła zarządzać jego żona Wanda, a następnie córka Danuta Szlajmer. W 1973 sprzedała ona fotoplastykon wraz ze zbiorem ok. 3 tys. zdjęć Józefowi Chudemu, który mieszkał w kamienicy Hoserów. Po jego śmierci (1980) fotoplastykon został zamknięty; w 1992 roku uruchomił go ponownie wnuk właściciela Tomasz Chudy (mieszkał wtedy w dawnym mieszkaniu dziadka). W międzyczasie, w 1987 roku, fotoplastykon został wpisany do rejestru zabytków ruchomych.
Do 2008 roku przedsięwzięcie było muzeum prywatnym. W 2008 roku Tomasz Chudy, którego nie było stać na utrzymanie urządzenia, wydzierżawił fotoplastykon Muzeum Powstania Warszawskiego. W grudniu 2012 muzeum zakupiło fotoplastykon i otworzyło w kamienicy Hoserów swój oddział. We wrześniu 2013 roku zyskał on dodatkową, multimedialną salę, przebudowaną z przylegającego do jego siedziby garażu.
W 2016 roku kolekcja zdjęć liczyła 7 tys. sztuk, z czego jedna trzecia dotyczyła Warszawy. W 2024 roku kolekcja przekroczyła 10 tys. zdjęć. Placówka, korzystając ze swojej kolekcji zdjęć, organizuje ich pokazy cykliczne i tematyczne.
Fotoplastykon ma 24 miejsca do oglądania zdjęć. Obejrzenie 48 fotografii zajmuje 12 minut i 30 sekund. W sali obok umieszczono drugie, przenośne urządzenie, na którym w 2 minuty można obejrzeć 8 zdjęć. W Fotoplastikonie Warszawskim są również organizowane spotkania autorskie, wykłady, lekcje muzealne, kameralne koncerty i warsztaty fotograficzne.

## W filmie
Fotoplastikon Warszawski i jego otoczenie posłużył za miejsce realizacji m.in. filmów Warszawa i Przystań, a także seriali, Polskie drogi i Czas honoru.

## Inne informacje
Drugi warszawski fotoplastykon, również odkupiony od Stefana Wicherskiego i uruchomiony w 1947 roku na Pradze, znajduje się w zbiorach Narodowego Muzeum Techniki; nie jest jednak uruchamiany.